# Campeonato Brasileiro de Futebol Sub-20 - Série B
O Campeonato Brasileiro de Futebol Sub 20 da Série B, também conhecido como Campeonato Brasileiro Sub-20 – Série B, Brasileirão Sub-20 Série B e Série B, é equivalente à Segunda Divisão do sistemas de liga do futebol brasileiro, na categoria Sub-20 (para jogadores com idades entre juvenil (17 a 18 anos) e júnior (17 a 20 anos)). Criado e organizado pela Confederação Brasileira de Futebol, atualmente é disputado por 16 equipes na categoria em um sistema de promoção e despromoção com a Série A.
A nova competição Sub-20, faz parte do anuncio da CBF para o futebol nacional de base para 2025 e os próximos anos, além de outras novas competições e reformulação nas atuais. Com as inovações anunciadas pela CBF, o calendário nacional de base passa de 454 partidas em 2024 para 581 partidas nesta temporada e 676 em 2026. A competição tem commo seu primeiro campeão, o Avaí, que sagrou-se campeão ao bater o Vitória no Ressacada. O Avaí entra pra a história como primeiro campeão da Segunda divisão nacional, da categoria.

## Regulamentos e formatos
A Série B do Brasileirão Sub-20, substituirá o Campeonato Brasileiro de Aspirantes e será disputada em paralelo ao Campeonato Brasileiro Sub-20 Série A. Nesta primeira edição, será disputada por 16 equipes classificadas entre a 21ª e 36ª posição no RNC de 2025. O campeonato será disputado em duas fases distintas, uma Classificatória como primeira fase e uma Eliminatória, sendo a fase final.
Na Primeira fase: as 16 equipes serão distribuídas em dois grupos com 8 equipes cada e jogando entre se, se classificando para a próxima fase, as quatro equipes que mais pontuarem na fase de classificação.
Na Segunda fase: as 8 melhores equipes da fase inicial, disputarão uma fase no sistema eliminatório com jogos só de ida até a final. A duas melhores campanhas de cada grupo, realizarão os jogos da 2ª fase como mandantes. As três melhores equipes (Campeão, Vice-campeão e 3.º melhor colocado geral), acenderão a divisão superior no ano seguinte.

## Estatísticas

### Maiores goleadas
| Maiores goleadas do Campeonato Brasileiro Sub-20 – Série B | Maiores goleadas do Campeonato Brasileiro Sub-20 – Série B | Maiores goleadas do Campeonato Brasileiro Sub-20 – Série B | Maiores goleadas do Campeonato Brasileiro Sub-20 – Série B | Maiores goleadas do Campeonato Brasileiro Sub-20 – Série B | Maiores goleadas do Campeonato Brasileiro Sub-20 – Série B | Maiores goleadas do Campeonato Brasileiro Sub-20 – Série B |
| Nº                                                         | Edição                                                     | Mandante                                                   | Placar                                                     | Visitante                                                  | Data                                                       | Ref.                                                       |
| ---------------------------------------------------------- | ---------------------------------------------------------- | ---------------------------------------------------------- | ---------------------------------------------------------- | ---------------------------------------------------------- | ---------------------------------------------------------- | ---------------------------------------------------------- |
| 1                                                          | 2025                                                       | Vitória                                                    | 5–0                                                        | Sampaio Corrêa                                             | 9 de abril de 2025                                         | [ 9 ]                                                      |
| 1                                                          | 2025                                                       | Avaí                                                       | 5–4                                                        | Brusque                                                    | 9 de abril de 2025                                         | [ 10 ]                                                     |